# Amoghasiddhi

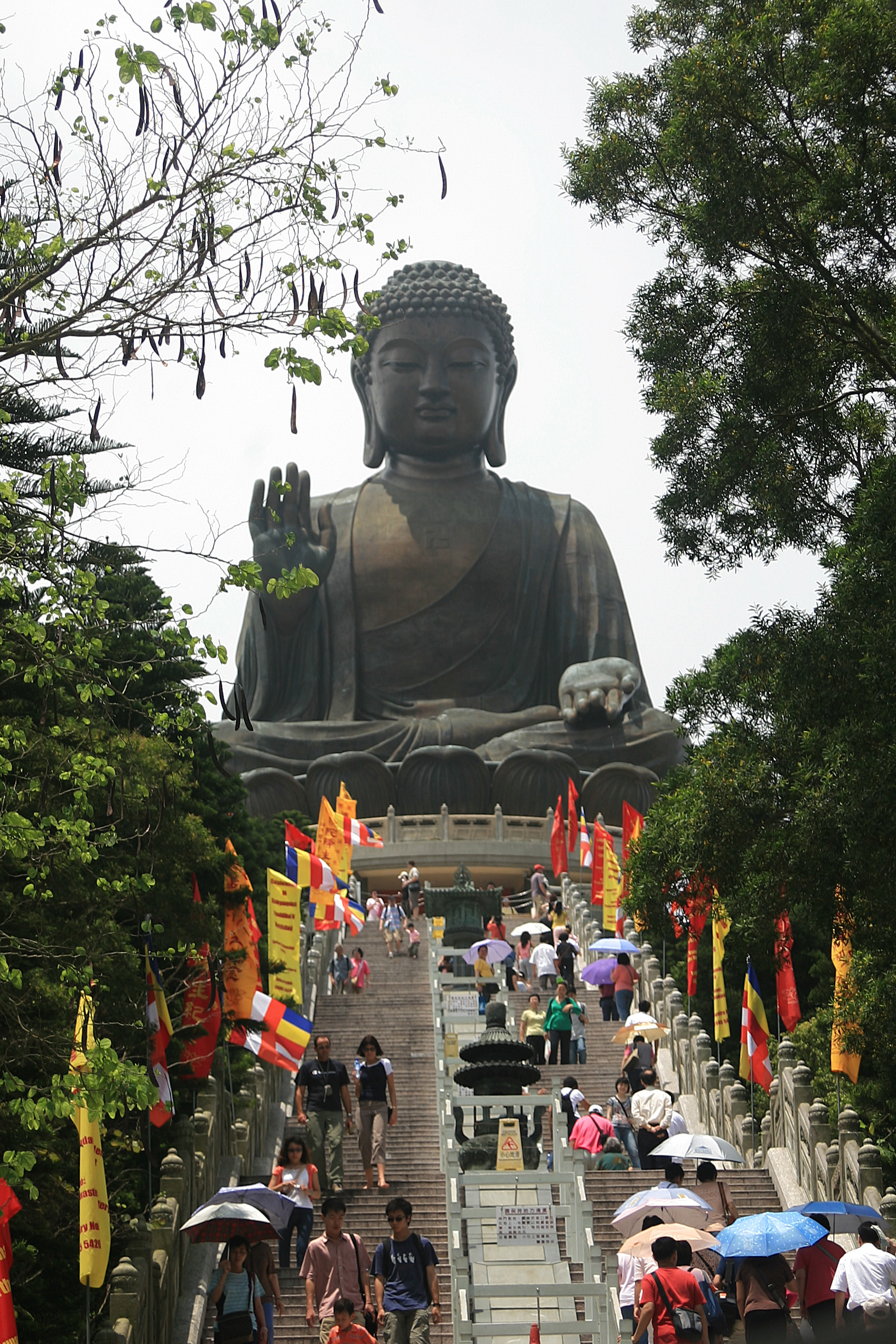
Wielki posąg Amoghasiddhi w klasztorze Po Lin

Amoghasiddhi (skr. = „Niezawodna moc”; tyb. don-yod grub-pa = „Wypełniający cele”) – jest jednym z pięciu Dhjanibuddów (skr. Dhyanibuddha).
Amoghasiddhi jest Buddą kierunku północnego. W ikonografii jest przedstawiany jako zielony. Jak pozostałych czterech Dhjanibuddów, przyporządkowana jest mu mentalna trucizna, od której uwalnia praktykującego. Tą trucizną jest zazdrość, którą Amoghasiddhi przekształca w Mądrość skutecznego działania. Prawą dłoń układa w mudrze nieustraszoności, która potrzebna jest we wszystkich aspektach życia, zwłaszcza duchowych. Ta sama mudra reprezentuje ochronę, która również jest potrzebna nie tylko przed zagrożeniami świata zewnętrznego, ale także przed nami samymi. Nasza ignorancja i pomieszanie na wiele sposobów manipulują naszą percepcją, by realizować nasze zachcianki. To uniemożliwia nam widzenia prawdy, dzięki której możemy przynosić korzyści innym. Mając to na uwadze, Amoghasiddhi jest przewodnikiem, który wprowadza nas na ścieżkę bodhisattwy z nieustraszonością i obdarza ochroną przed przeciwnościami. Jego mantra to „OM AMOGHASIDDHI AH”.

## Powiązania z różnymi systemami klasyfikacji
Amoghasiddhi należy do rodziny aktywności (skr. karma). Rodzina Karmy odpowiada za wywieranie wpływu na innych i na nas samych. Zgodnie z Guhyasamaja Tantra reprezentuje 4. skandhę, czyli skandhę formy (skr.: vaasana, samskaara; paali: sankhaara; tyb. 'du-byed).
Spośród pięciu żywiołów (składników) świata formy (ziemia, woda, ogień, wiatr, przestrzeń) Budda ten skojarzony jest z żywiołem wiatru. Spośród pięciu świadomości zmysłowych (odpowiadających zmysłowi wzroku, słuchu, węchu, smaku i dotyku), Amogdhasiddhi reprezentuje zmysł smaku. Spośród 19 praktyk wiążących (ślubowań wadżrajany) (skr. samaya; tyb. dam-tshig), dwa są związane z Mądrością skutecznego działania reprezentowaną przez Amoghasiddhi:
a. składanie ofiar. W nyingmie ta praktyka jest rozdzielona na dwie: składanie ofiar i składanie ofiar z tormy. (tyb. gtor-ma),
b. dotrzymywanie ślubowań. Nyingma mówi tu o angażowaniu się w usuwanie cierpienia i stymulowaniu dobrych właściwości u innych istot.

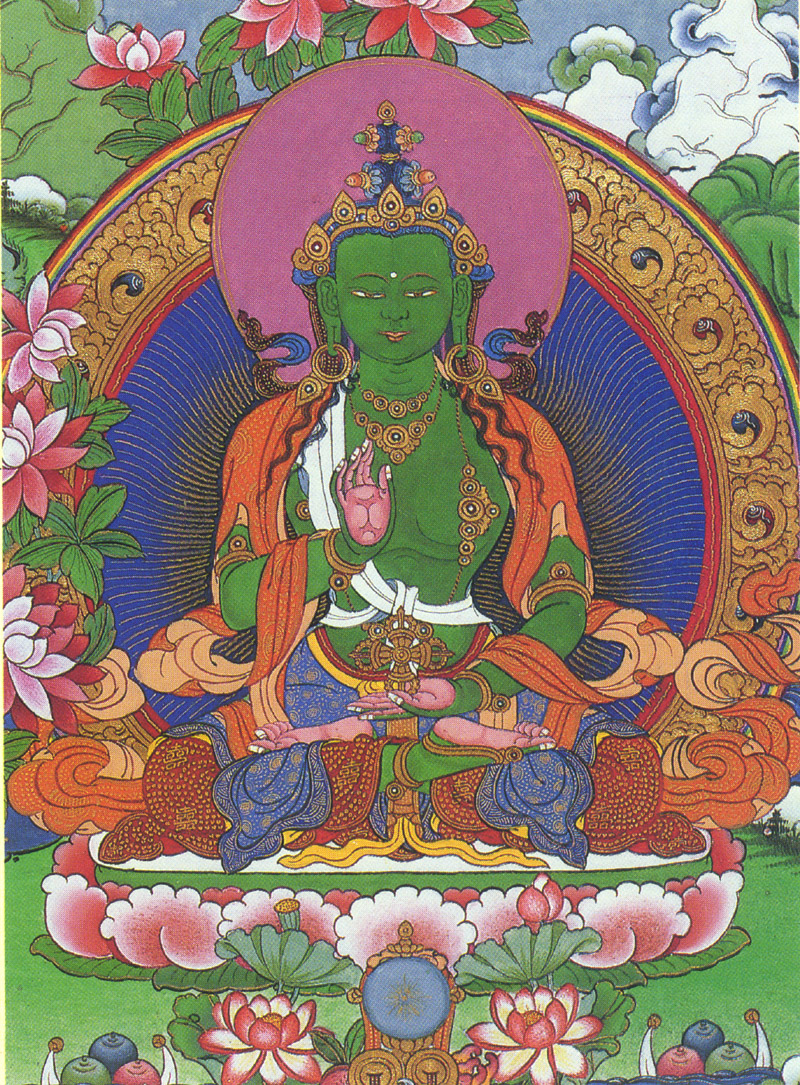
Budda ten przedstawiany jest w kolorze zielonym

## Rodzina Karmy w sytuacjach codziennych
Jeżeli aktywność buddy Amoghasiddhi jest przesłonięta, to nasze działania mogą być jednostronne - tak jak wiatr, który zawsze w danym momencie wieje tylko w jedną stronę. Możemy wtedy mieć pretensję do świata, że nie jest taki jak my, że nie ma tych samych celów. Natomiast Mądrość skutecznego działania umożliwia natychmiastowe rozpoznawanie potencjałów otoczenia i podejmowanie dzięki temu właściwego kierunku działania. Czasem bywa też, że widzimy, że ktoś osiąga coś, co nam imponuje. Gdy aspekt Karmy w naszym umyśle jest przesłonięty, możemy poczuć zazdrość i zamiast dążyć do osiągnięcia tego wartościowego celu, utrudniamy życie temu, który go osiągnął. Jeżeli oczyścimy aspekt Karmy, to pozytywne właściwości, które budziły w nas zazdrość, będziemy realizować sami.
Może się też zdarzyć, że ktoś kompulsywnie poddaje się jakimś aktywnościom, np. jest pracoholikiem. Osoba taka ulega fiksacji na jakimś działaniu, które straciło już na aktualności i nie odzwierciedla bieżących warunków, w jakich się ta osoba znajduje. Np. ktoś zrobił już to, co na dany dzień miał w pracy do zrobienia, a mimo to zostaje jeszcze parę godzin i zajmuje się zadaniami, które nie należą do niego lub przekraczają przyznane mu obowiązki. Następnego dnia okazuje się, że większość tego, co zrobił jest niepotrzebne, a na dodatek zaniedbał rodzinę i nie wykonał innych zadań, o których w tym kompulsywnym stanie zapomniał. Oczyszczenie sfery Karmy i rozwinięcie Mądrości skutecznego działania natomiast umożliwia robienie tego, co trzeba i wtedy, kiedy trzeba.
Słowo "Karma" w nazwie Rodziny Aktywności nie oznacza prawa karmy, ale działanie.